# Lejops inudatus
Lejops inudatus är en tvåvingeart som först beskrevs av Violovitsh 1979.  Lejops inudatus ingår i släktet sävblomflugor, och familjen blomflugor. Inga underarter finns listade i Catalogue of Life.